# Horostyta-Kolonia
Horostyta-Kolonia – wieś w Polsce położona w województwie lubelskim, w powiecie włodawskim, w gminie Wyryki.
| SIMC    | Nazwa    | Rodzaj    |
| ------- | -------- | --------- |
| 0110728 | Czworaki | część wsi |

W latach 1975–1998 miejscowość administracyjnie należała do województwa chełmskiego.
Wieś jest sołectwem w gminie Wyryki. Według Narodowego Spisu Powszechnego z roku 2011 wieś liczyła 32 mieszkańców.